# Jüdischer Friedhof (Wolgast)

Jüdischer Friedhof Wolgast 1880 - Mitte, leicht oben - Signatur hier Khf

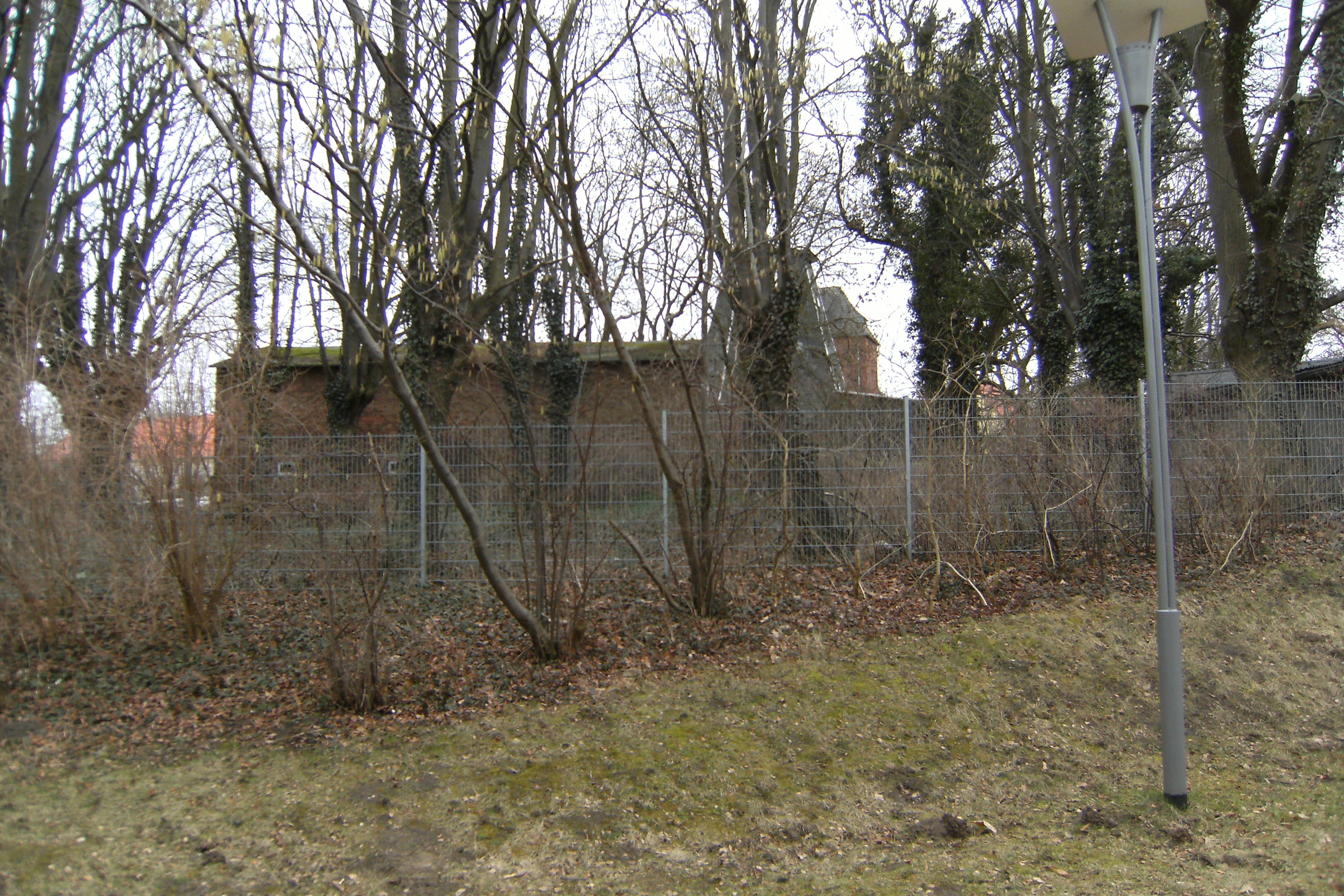
Jüdischer Friedhof Wolgast (Mischfriedhof christl. u. jüd.)

Der Jüdische Friedhof Wolgast in Wolgast, im Landkreis Vorpommern-Greifswald in Mecklenburg-Vorpommern, ist ein geschütztes Baudenkmal.

## Beschreibung
Der Friedhof umfasst etwa 4,5 Ar. Er liegt auf dem Gelände des Kreiskrankenhauses (beim Hintereingang des Krankenhauses) neben der Mühle. Um 2009 war das Friedhofsgelände eingezäunt und völlig verwildert und zugewachsen.

## Geschichte
Über die Geschichte des jüdischen Friedhofes in Wolgast ist nur wenig bekannt. Laut Berghaus hatte Wolgast bei 6637 Einwohnern nur 3 jüdische Bürger. Bei dem Friedhof scheint es sich um einen Mischfriedhof zu handeln. Die Bezeichnung Kirchhof im Messtischblatt von 1880 und die teilweise + - Signatur für Christlich und teilweise L - Signatur für Jüdisch lassen dies erahnen. Vermutung: Selbstmörder z. B. durften nicht auf kirchlichen Friedhöfen beigesetzt werden - vielleicht aber hier? Er ist ja sehr klein. Bestätigt wurde diese These 2006 durch Auffinden von alten christlichen als auch jüdischen Grabsteinen. Bei separaten Jüdischen Friedhöfen benutzte man sonst in der MTB 1880 die Beschriftung "Begräbnisplatz" und diese Friedhöfe lagen auch meistens weiter entfernt, ja sogar sehr abgelegen und versteckt außerhalb der jeweiligen Stadt.